# Dawid ǁKhamuxab
Dawid ǁKhamuxab (auch fälschlicherweise David; * 1950 in Südwestafrika) ist der traditionelle Führer der Haiǁom in Namibia. Er trägt den Titel Gaob.
ǁKhamuxab wurde 2001 in das Amt erhoben und am 29. Juli 2004 als Vorsitzender der Traditionellen Verwaltung der Haiǁom von der Regierung anerkannt. 2005 und 2006 gab es Forderungen einiger Haiǁom, Dawid ǁKhamuxab abzusetzen. Vor seiner Einführung in das Amt war ǁKhamuxab oberster Berater seines Vorgängers Willem ǀAib.
ǁKhamuxab ist Analphabet, spricht aber fließend Afrikaans, hingegen kein Englisch.
Auf der Siedlungsfarm Seringkop befindet sich mit der Dawid ǁKhamuxab Primary School eine nach ihm benannte Grundschule sowie eine Klinik.

## Anmerkung
1. ↑  Anmerkung: Dieser Artikel enthält Schriftzeichen aus dem Alphabet der im südlichen Afrika gesprochenen Khoisansprachen. Die Darstellung enthält Zeichen der Klicklautbuchstaben ǀ, ǁ, ǂ und ǃ. Nähere Informationen zur Aussprache langer oder nasaler Vokale oder bestimmter Klicklaute finden sich z. B. unter Khoekhoegowab.